# Südafrikanische Badmintonnationalmannschaft
Die südafrikanische Badmintonnationalmannschaft repräsentiert Südafrika in internationalen Badmintonwettbewerben. Als Mannschaft tritt sie dabei als reines Männerteam (z. B. im Thomas Cup), reines Frauenteam (z. B. im Uber Cup) oder gemischtes Team (z. B. im Sudirman Cup) an.

## Teilnahme an Welt- und Kontinentalmeisterschaften
| Thomas Cup - Thomas Cup 2004 – 9.–12. - Thomas Cup 2006 – 9.–12. - Thomas Cup 2012 – 9.–12. | Uber Cup - Uber Cup 2004 – 9.–12. - Uber Cup 2006 – 9.–12. - Uber Cup 2008 – 9.–12. - Uber Cup 2010 – 9.–12. - Uber Cup 2012 – 9.–12. | Sudirman Cup - Sudirman Cup 2001 – 39. - Sudirman Cup 2003 – 34. - Sudirman Cup 2005 – 29. - Sudirman Cup 2007 – 37. - Sudirman Cup 2009 – 30. - Sudirman Cup 2011 – 25. |